# 橘家圓平
橘家 圓平（たちばなや えんぺい）は、落語家の名跡。現在亭号が三遊亭で4人前後確認されている。
- 三遊亭圓平 - 後∶二代目三遊亭小圓朝
- 三遊亭圓平 - 初代三遊亭圓馬の門人。講談の一光斎東玉の息子。
- 三遊亭圓平 - 後∶二代目蜃気楼龍玉
- 三遊亭圓平 - 後∶三代目三遊亭小圓遊

橘家 圓平（たちばなや えんぺい、1931年4月7日 - 2020年10月28日）は、東京都大田区大森出身の落語家。落語協会所属。本名∶阿部 雄厚。出囃子∶『すててこ』。紋は『三ツ組橘』。
妻はマジシャンの松旭斎菊代。

## 来歴
1953年4月に七代目橘家圓蔵に入門。「橘家若蔵」を名乗る。一時期結核のため病気休養し1955年春に復帰する。
1958年11月、二ツ目昇進。「立花家橘松」と改名。
1973年3月に三升家勝彌、三遊亭さん生、三代目吉原朝馬、柳家小のぶ、柳家かゑる、三升家勝二、桂小益、林家枝二、柳家さん吉と共に真打昇進、「橘家圓平」と改名。
2020年10月28日8時40分、急性腎不全のため、東京都内の病院で死去。89歳没。

## 芸歴
- 1955年 - 七代目橘家圓蔵に入門、前座名「若蔵」。
- 1958年 - 二ツ目昇進、「橘松」と改名。
- 1973年 - 真打昇進、「橘家圓平」と改名。

## 演目
- 浮世床
- 強情灸
- 長命
- 堪忍袋
- 芝浜
- 井戸の茶碗
- ぞろぞろ - 三代目雷門小助六は、高校生時代に圓平の「ぞろぞろ」に感銘を受け、落語家になってから直接稽古してもらっている。

## 活動
古典落語のほかに寄席踊りも得意とし、一席終わった後、寄席の踊りを一つまたは二つ踊っていた。浅草演芸ホール8月中席で毎年行われる住吉踊り連に所属していた。